# Tireur d'élite (film, 1975)
Pour les articles homonymes, voir Tireur d'élite.
Pour plus de détails, voir Fiche technique et Distribution.
Tireur d'élite ou La Main gauche de la loi (La polizia interviene: ordine di uccidere!) est un néo-polar italien, réalisé par Giuseppe Rosati, sorti en 1975, avec Leonard Mann, James Mason, Antonella Murgia et Fausto Tozzi dans les rôles principaux.

## Synopsis
Dans la ville de Rome, le riche industriel Lombardi (Ennio Balbo (it)) est enlevé. Le capitaine Murri (Leonard Mann), qui surveillait Lombardi, manque l'interpellation des suspects. Il est alors chargé de l'enquête et comprend rapidement qu'il s'agit d'une conspiration d'envergure nationale, les rançons versées servant à financer une entreprise terroriste contre le gouvernement italien. Il expose son opinion au sénateur Leandri (James Mason), qui est impliqué dans l'affaire. Il tente de faire transférer Murri dans la petite ville de Brennero sous couvert d'une promotion pour empêcher la poursuite de l'enquête. Protégé par un ministre intègre (Enrico Maria Salerno), Murri reste à Rome. Lorsque sa fiancée est assassinée à sa place dans un attentat le visant, Murri décide de rendre les coups.

## Fiche technique
Sauf indication contraire, les informations mentionnées dans cette section peuvent être confirmées par la base de données cinématographiques IMDb,  présente dans la section « Liens externes ».
- Titre français : Tireur d'élite ou La Main gauche de la loi[1]
- Titre original : La polizia interviene: ordine di uccidere!
- Réalisation : Giuseppe Rosati
- Assistant réalisateur : Giuseppe Pulieri
- Scénario : Giuseppe Rosati et Giuseppe Pulieri
- Photographie : Riccardo Pallottini (it)
- Musique : Paolo Vasile (it)
- Montage : Mario Morra
- Direction artistique : Giorgio Postiglione
- Production : Claudio Cuomo
- Société(s) de production : Laser Films
- Pays d'origine :  Italie
- Langue de tournage : italien
- Genre : poliziottesco
- Durée : 100 minutes
- Dates de sortie :
  -  Italie : 4 septembre 1975

## Distribution
- Leonard Mann : capitaine Mario Murri
- James Mason : sénateur Leandri
- Antonella Murgia : Laura
- Fausto Tozzi : brigadier Giulio Costello
- Ennio Balbo (it) : Lombardi
- Janet Ågren : Gloria
- Enrico Maria Salerno : le ministre
- Stephen Boyd : Lanza
- Franco Interlenghi : Colombo
- Peppino Di Capri : un chanteur
- Franco Ressel
- Andrea Scotti
- Mimmo Poli (it)
- Enrico Chiappafreddo
- Goffredo Unger (it)
- Tom Felleghy

## Source
- (en) Roberto Curti, Italian Crime Filmography, 1968-1980, Jefferson, McFarland, 2013, 330 p. (ISBN 978-0-7864-6976-5, lire en ligne).